# Rivière-des-Prairies–Pointe-aux-Trembles
Rivière-des-Prairies–Pointe-aux-Trembles – jedna z dziewiętnastu dzielnic Montrealu. W 2002 roku została utworzona dzielnica Rivière-des-Prairies—Pointe-aux-Trembles—Montréal-Est poprzez włączenie do Montrealu miasta Montréal-Est (Rivière-des-Prairies–Pointe-aux-Trembles było już wcześniej częścią miasta). W wyniku referendum z 20 czerwca 2004 Montréal-Est odłączyło się w 2006 roku, a dzielnica zmieniła nazwę na obecną.
Nazwa członu Rivière-des-Prairies– pochodzi od nazwy rzeki nad którą dzielnica ta jest położona.